# Шахбаз, Мухаммад
Мухаммад Шахбаз (урду محمد شہاز‎, англ. Muhammad Shahbaz, 1 декабря 1972) — пакистанский хоккеист (хоккей на траве), нападающий. Бронзовый призёр летних Олимпийских игр 1992 года, участник летних Олимпийских игр 1996 года, чемпион мира 1994 года, бронзовый призёр летних Азиатских игр 1994 года.

## Биография
Мухаммад Шахбаз родился 1 декабря 1972 года.
В 1992 году вошёл в состав сборной Пакистана по хоккею на траве на летних Олимпийских играх в Барселоне и завоевал бронзовую медаль. Играл на позиции нападающего, провёл 6 матчей, забил 2 мяча (по одному в ворота сборных Испании и Нидерландов).
В 1996 году вошёл в состав сборной Пакистана по хоккею на траве на летних Олимпийских играх в Атланте, занявшей 6-е место. Играл на позиции нападающего, провёл 7 матчей, забил 1 мяч в ворота сборной США.
В 1994 году завоевал золотую медаль на чемпионате мира в Сиднее. Кроме того, выиграл бронзу хоккейного турнира летних Азиатских игр в Хиросиме.
В 1994 году стал победителем Трофея чемпионов.
В 1991—1999 годах провёл за сборную Пакистана 168 матчей, забил 89 мячей. По другим данным, сыграл 300 матчей.